# Kim Thayil
Kim Thayil (Seattle, Washington, 4 de septiembre de 1960) es un músico estadounidense conocido por ser uno de los fundadores y guitarrista principal de la banda de rock originaria de Seattle Soundgarden, una de las más importantes formaciones de la década de los 90. Fue nombrado por la revista Rolling Stone el 100.º mejor guitarrista de todos los tiempos y también aparece en el puesto número 28 de los mejores guitarristas para la revista Guitar World.

## Biografía
Thayil nació en Seattle el 4 de septiembre de 1960, pero creció en un suburbio de Chicago acompañado de sus padres de origen indio.
En esta ciudad conoció a Hiro Yamamoto, con quien, después de finalizar los estudios, se trasladó al estado de Washington para estudiar filosofía en la universidad de Washington. Allí coincidió como compañero de habitación con Chris Cornell, con quien pronto entablaría una gran amistad que les llevaría a formar su propia banda de rock, Soundgarden, en 1984. El proyecto dura hasta la separación en 1997. Desde entonces, Thayil tocó para bandas como Pidgeonhead o el proyecto de metal de Dave Grohl Probot, además de colaborar con Krist Novoselic en No WTO Combo y en algunas canciones del segundo disco de Wellwater Conspiracy, Brotherhood of Electric: Operational Directives.
Actualmente, Thayil es uno de los tres ganadores de premios Grammy indio-americanos, con dos premios en su haber por su trabajo en Soundgarden.
El martes 24 de marzo de 2009, en el nuevo y remodelado Club Crocodile, en Seattle, WA se realizó un recital donde participaron Matt Cameron, Ben Shepherd, Kim Thayil y Tad Doyle, formando el grupo denominado TADarden. El nombre del grupo proviene de la combinación entre la banda original de Tad Doyle, TAD y Soundgarden. El recital fue parte de la gira de The Nightwatchman, la banda de Tom Morello.
A principios del año 2010 se confirma la reunión de Soundgarden y se reintegra a la banda de grunge.